# Jüdischer Friedhof Ledderken

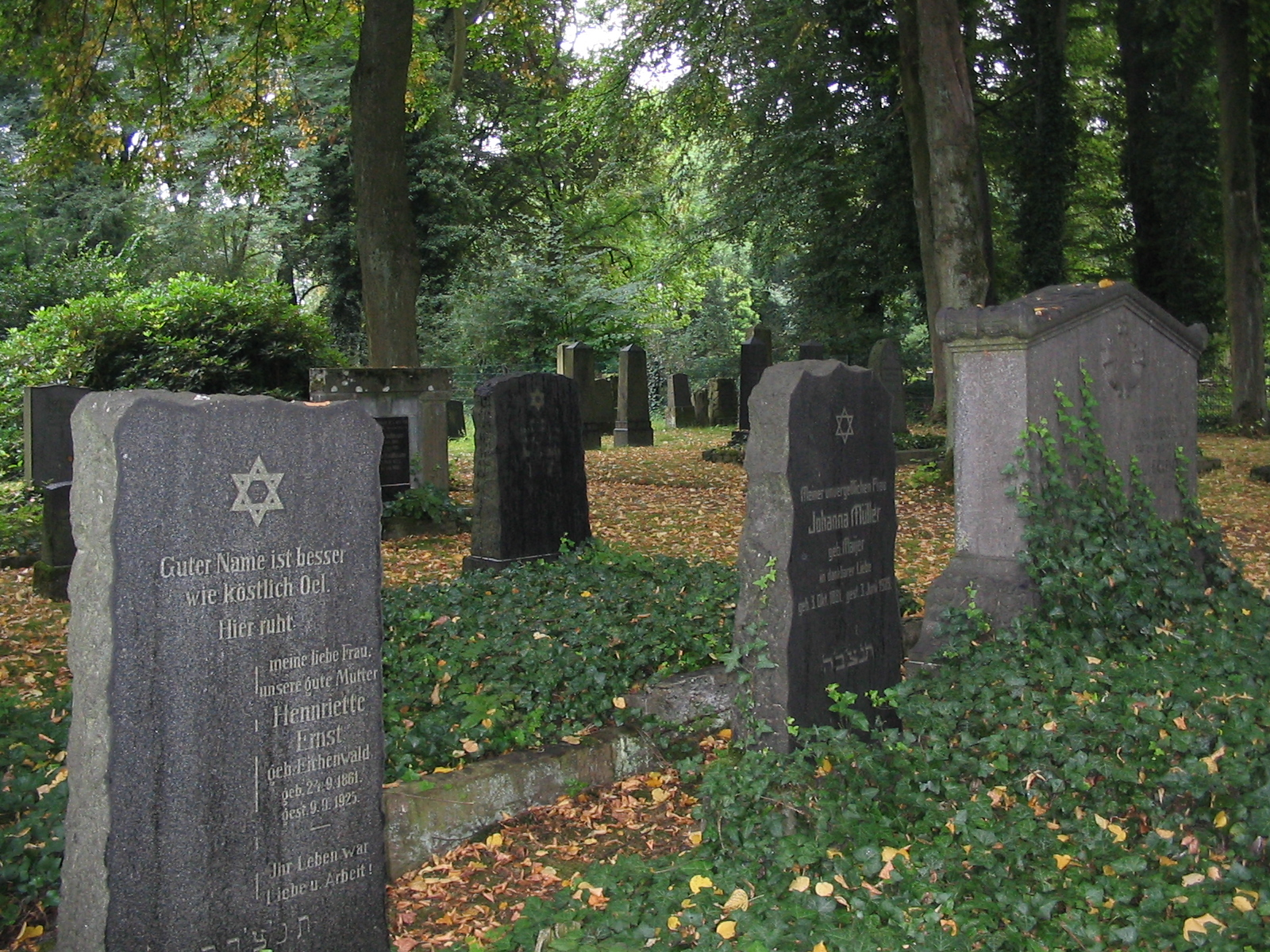
Jüdischer Friedhof Ledderken

Der Jüdische Friedhof Ledderken ist ein jüdischer Friedhof in Witten. Auf dem geschlossenen Friedhof der ehemaligen jüdischen Gemeinde befinden sich heute noch ca. 130 Grabsteine. Der Friedhof ist im Besitz des Landesverbands der Jüdischen Gemeinden von Westfalen-Lippe. Er ist in der städtischen Denkmalliste als Baudenkmal eingetragen.

## Lage und Name
Der Friedhof liegt in Witten-Mitte und grenzt an den Schwesternfriedhof des Evangelischen Krankenhauses und den Schwesternpark. Der Name Ledderken (von Mnd. Ledder = Leiter) leitet sich von der gleichnamigen Straße ab, in der sich der Friedhof befindet.

## Geschichte

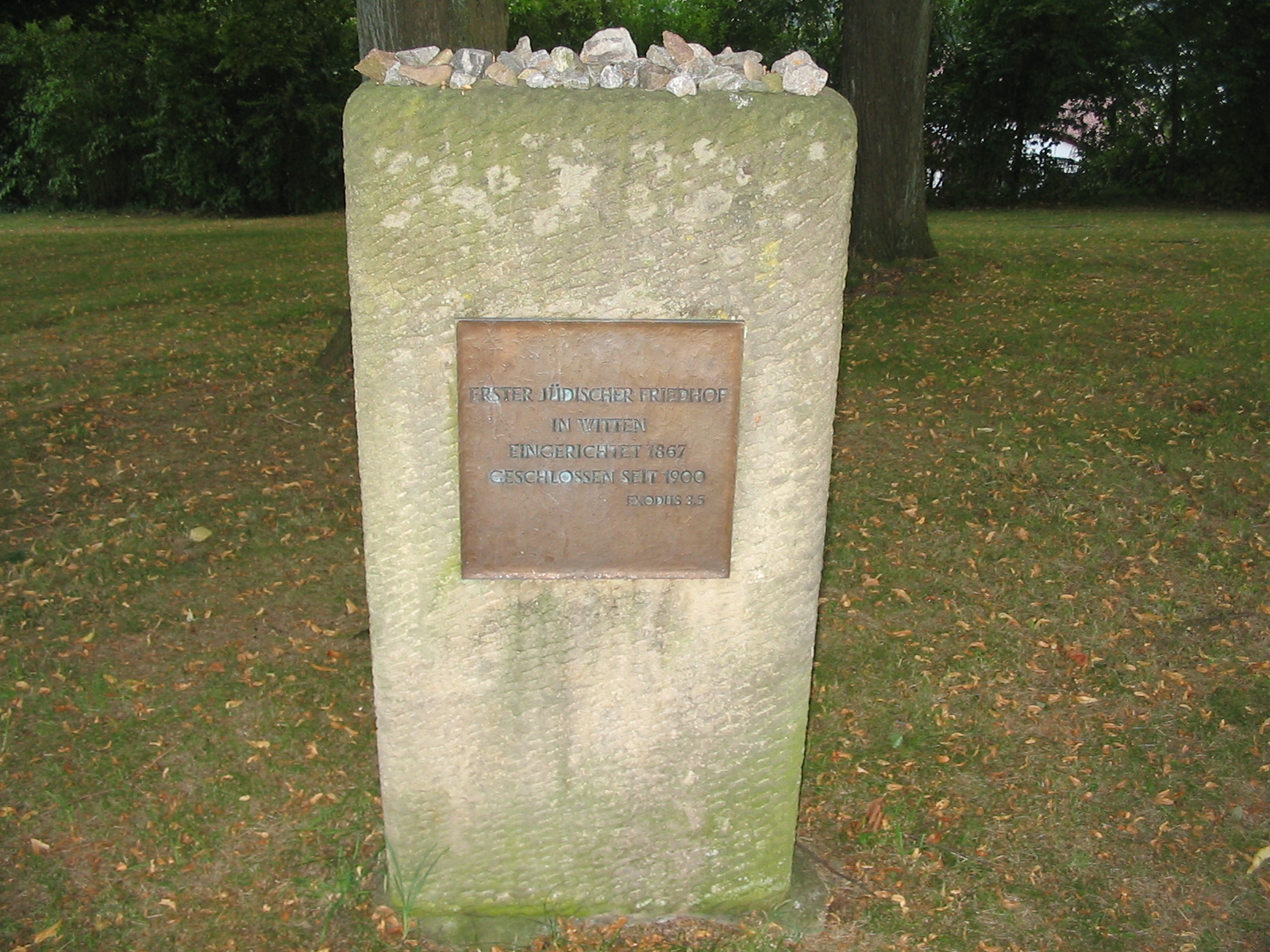
Gedenkstein für den jüdischen Friedhof auf dem Helenenberg

Der älteste jüdische Friedhof befand sich auf dem Helenenberg und wurde 1867 offiziell eröffnet, aber schon 1900 wieder geschlossen, da er nicht mehr erweitert werden konnte. Er wurde in der Zeit des Nationalsozialismus eingeebnet. Heute befindet sich auf dem Gelände ein Gedenkstein. Die Grabsteine wurden zum Teil auf dem Friedhof Ledderken wieder aufgestellt.

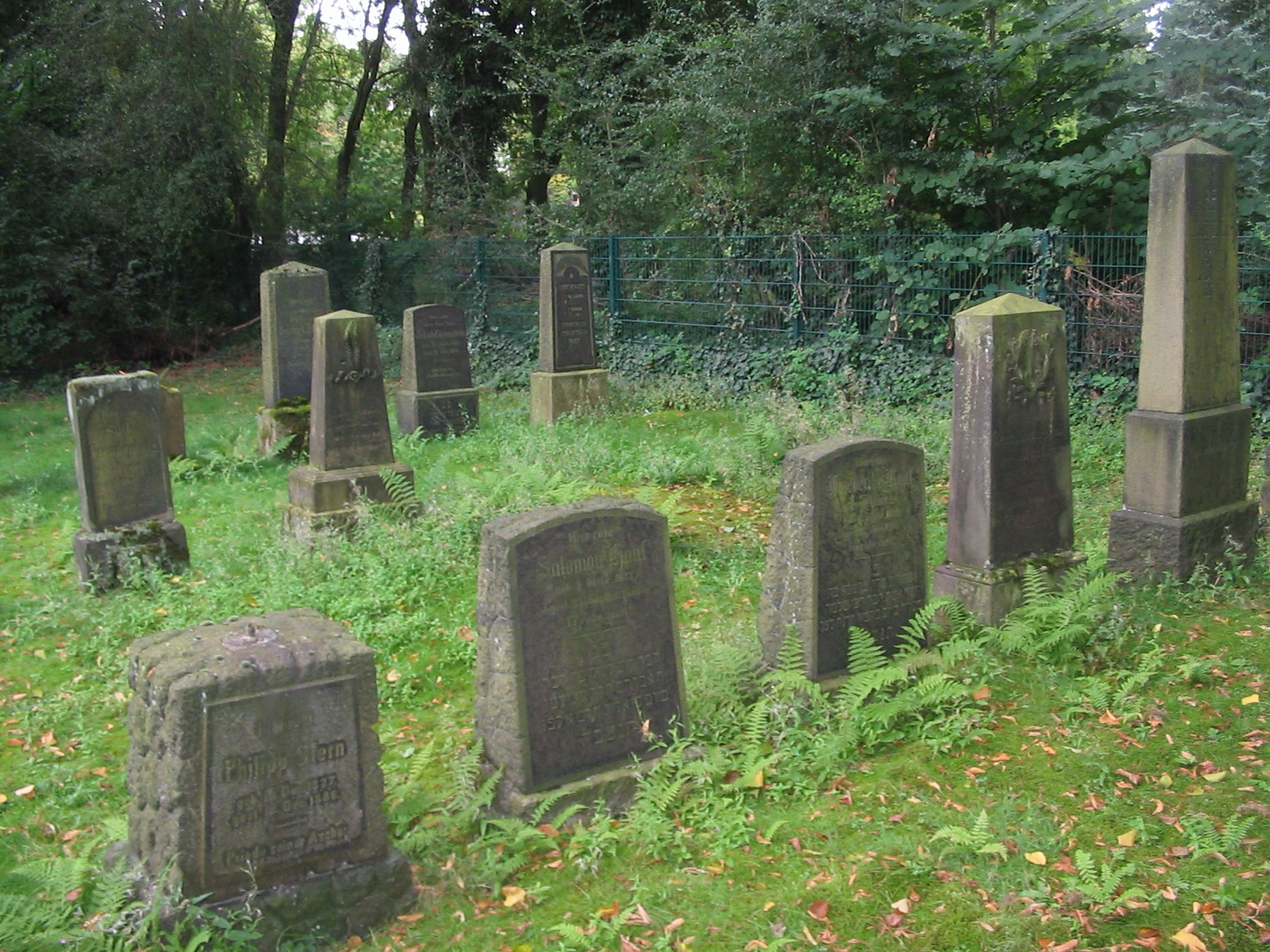
Grabsteine im hinteren Teil

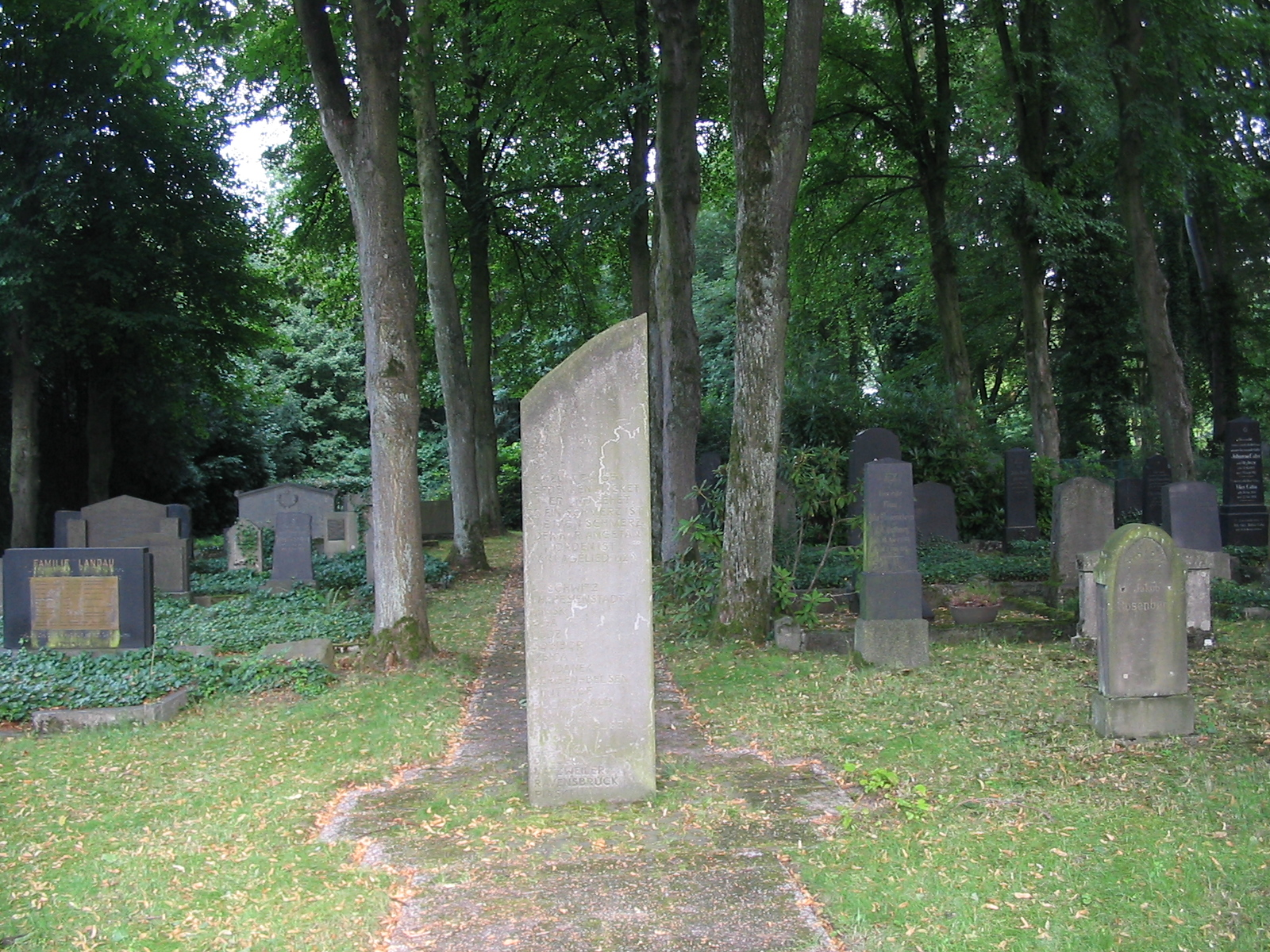
Gedenkstein von 1993

1893 wurde der Jüdische Friedhof Ledderken eröffnet. Bis 1941 wurden auf dem ca. 1720 m² großen Gelände 209 Personen beigesetzt. Im Mai 1939 kaufte das Diakonissenhaus im Rahmen der „Arisierungen“ den unbelegten Teil des Friedhofs. Im Zweiten Weltkrieg wurden einige Gräber vermutlich durch einen Bombentrichter zerstört. 1944 beschloss der Rat der Stadt Witten den Friedhof zu erwerben und in einen öffentlichen Park umzuwandeln, was aber nicht mehr realisiert wurde. Anfang der 1950er Jahre wurde der Friedhof der Jewish Trust Corporation zugesprochen. Das Diakonissenhaus leistete eine Nachzahlung. Seit 1962 ist der Friedhof im Besitz des Landesverbands der Jüdischen Gemeinden von Westfalen-Lippe.

## Heutiger Zustand
Heute befinden sich auf dem Friedhof noch ca. 130 Grabsteine. Im hinteren Teil befinden sich einige neuere Gräber, das bislang jüngste aus dem Jahr 1989 (Stand September 2012). 1993 wurde auf dem Friedhof ein Gedenkstein aufgestellt, auf dem alle bis zum damaligen Zeitpunkt bekannten Konzentrationslager aufgeführt sind, in denen Wittener Juden ermordet wurden. Der Friedhof ist nur zu Führungen oder besonderen Anlässen zugänglich. Die Pflege wird von der Stadt Witten geleistet.

## Besonderheiten
Auf dem Friedhof wurden auch einige nichtjüdische Ehepartner beigesetzt.

## Weitere jüdische Friedhöfe in Witten
Ein weiterer jüdischer Friedhof befindet sich in Herbede. Gedenksteine für zerstörte jüdische Friedhöfe stehen auf dem Kommunalfriedhof Witten-Annen und dem Helenenberg.
Siehe: Judentum in Witten#Friedhöfe